# Стасидия
Стасидия (стасидий, греч. στασίδια — скамья, также церковная скамья) — в греческой православной традиции кресло в храме с откидным сиденьем и образующимся после откидывания небольшим местом для стояния. Распространены в храмах Греции, Кипра, Египта, Сирии, Палестины,  Абхазии, Турции, Болгарии, Румынии, Грузии.

## Назначение

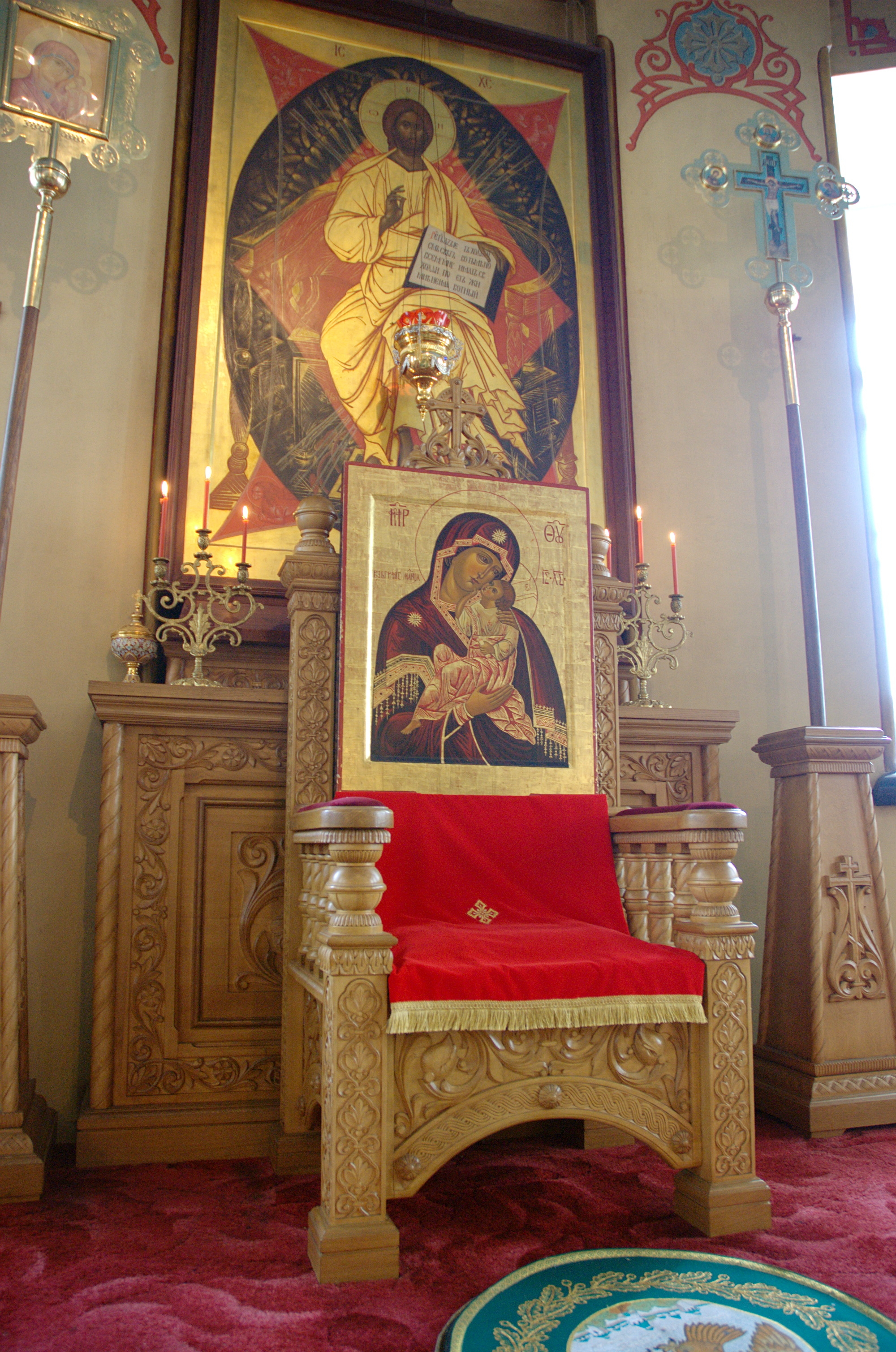
Горний престол

Стасидия позволяет сидеть либо опираться на неё (полусидеть) в зависимости от момента богослужения. Изготавливаются из дерева, как правило, украшены резьбой. Традиционные стасидии — это стулья с высокой спинкой, откидными сидениями и двойными подлокотниками (для сидения и стояния). Могут быть изготовлены в виде ряда, в котором стасидии разделены подлокотниками.
Зачастую расположение стасидий и их предназначение регламентировано (стасидии певчих хоров, игуменская, ктиторская, именные и т. д.).
Монастырские традиции предписывают время входа в стасидии и выхода из них. Игумену монастыря могут быть предназначены разные стасидии в зависимости от значимости праздника, того, кто совершает службу, какая служба совершается и т. д. (например, на Афоне игумен стоит в стасидии за правой колонной, рядом с красными вратами, во время чтения часов, повечерия и полунощницы, а в стасидии за правой колонной возле выходной двери — во время литии).
Трон (Горний престол) Горнего места в алтаре тоже является разновидностью стасидий. Этот трон предназначен для архиерея, украшен богатой резьбой и снабжён, как правило, мягким сиденьем.
В России стасидии (кроме клиросных и Горнего престола) очень редки в приходских храмах, их роль выполняют пристенные скамьи или лавки. Стасидии иногда устанавливаются в монастырских храмах, например, в Троицком соборе Троице-Сергиевой лавры.